# Irene Escolar
Irene Escolar (Madrid, 19 ottobre 1988) è un'attrice spagnola.

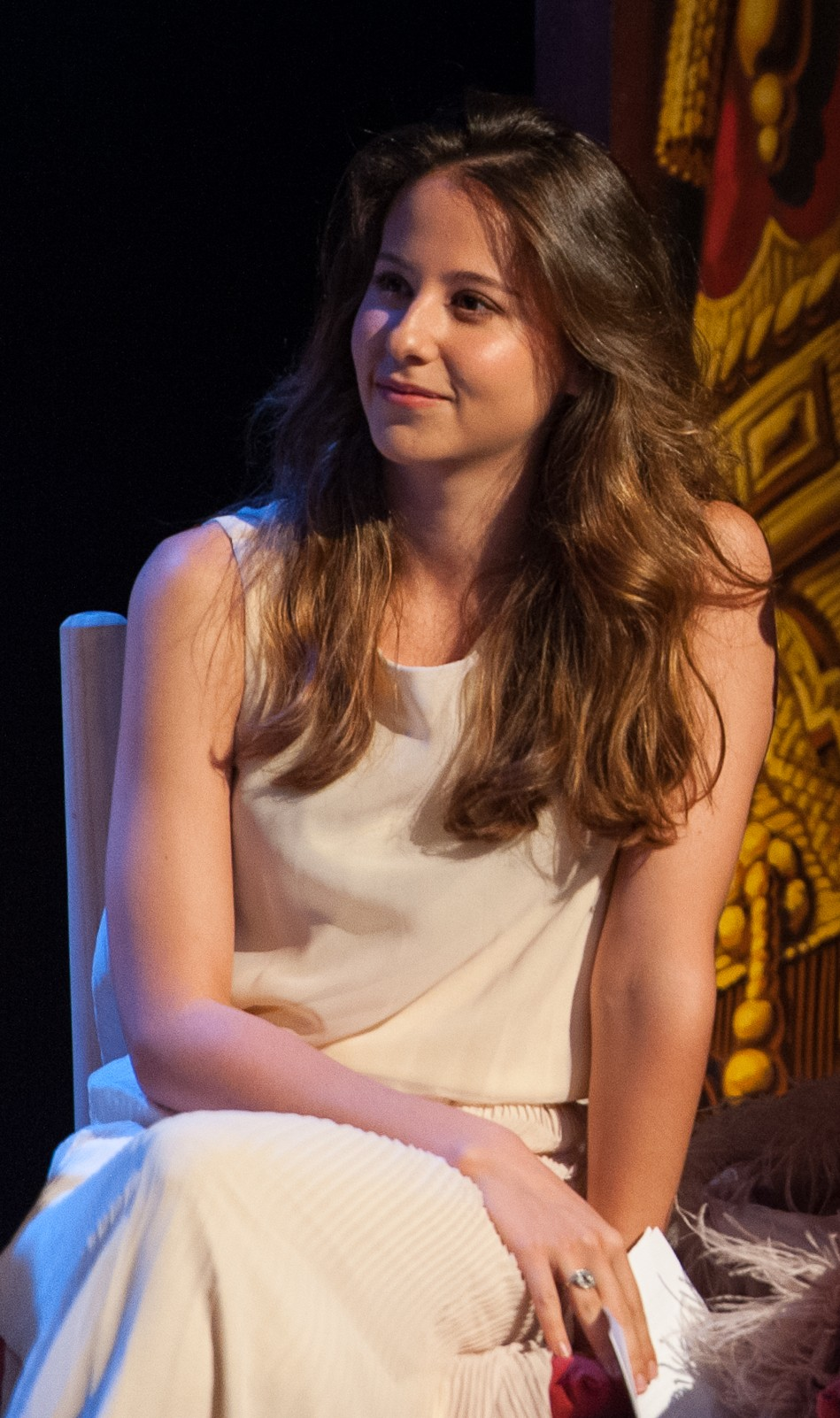
Irene Escolar (2014)

Sua nonna era l'attrice Irene Gutiérrez Caba e suo padre il produttore cinematografico José Luis Escolar.

## Filmografia

### Cinema
- Immagini - Imagining Argentina (Imagining Argentina), regia di Christopher Hampton (2002)
- El séptimo día, regia di Carlos Saura (2004)
- Canciones de amor en Lolita's Club, regia di Vicente Aranda (2007)
- Los girasoles ciegos, regia di José Luis Cuerda (2008)
- Al final del camino, regia di Roberto Santiago (2009)
- El idioma imposible, regia di Rodrigo Rodero (2010)
- Cruzando el límite, regia di Xavi Giménez (2010)
- Gente en sitios, regia di Juan Cavestany (2013)
- Presentimientos, regia di Santiago Tabernero (2013)
- Le pecore non perdono il treno (Las Ovejas no Pierden el Tren), regia di Álvaro Fernández Armero (2014)
- Un otoño sin Berlín, regia di Lara Izagirre (2015)
- La corona partida, regia di Jordi Frades (2016)
- Altamira, regia di Hugh Hudson (2016)
- Guernica: Cronaca di una strage (Gernika), regia di Koldo Serra (2016)
- Sotto la pelle del lupo (Bajo la piel de lobo), regia di Samu Fuentes (2018)
- Le leggi della termodinamica (Las leyes de la termodinámica), regia di Mateo Gil (2018)
- Finale a sorpresa - Official Competition (Competencia official), regia di Mariano Cohn e Gastón Duprat (2022)

### Televisione
- El comisario - serie TV, episodio 8x02 (2004)
- Lex - serie TV, episodio 1x02 (2008)
- Isabel - serie TV, 12 episodi (2014)
- La princesa Paca, regia di Joaquín Llamas - film TV (2017)
- Paquita Salas - serie TV, episodio 3x03 (2019)
- Escenario 0 - serie TV, episodio 1x02-1x03-1x05 (2020)
- Dime quién soy - serie TV, 9 episodi (2020-2021)